# RAF Camora/Diskografie
Diese Diskografie ist eine Übersicht über die musikalischen Werke des österreichischen Dancehall- und Rap-Musikers RAF Camora und seiner Pseudonyme wie RAF 3.0, RAF MC und RafOMic. Den Schallplattenauszeichnungen zufolge hat er bisher mehr als 15,6 Millionen Tonträger verkauft, wovon er allein in Deutschland bis heute über 15 Millionen Tonträger verkaufte und somit zu den Musikern mit den meisten verkauften Tonträgern des Landes zählt. Zudem wurde kein österreichischer Musiker für mehr Musikverkäufe in Deutschland ausgezeichnet als RAF Camora. Seine erfolgreichste Veröffentlichung ist die Single Ohne mein Team mit über 1,6 Millionen verkauften Einheiten. In Deutschland avancierten mit Palmen aus Plastik, Ohne mein Team und 500 PS drei Singles zu Millionensellern, womit sie allesamt nicht nur zu den meistverkauften Rapsongs, sondern allgemein zu den meistverkauften Singles des Landes zählen. Neben Bonez MC konnte kein anderer Rapper als Autor oder Interpret mehr Millionenseller in Deutschland landen. Als Produzent ist er der einzige Rapper, der drei Millionenseller vorzuweisen hat. Genreübergreifend landete nur Freddy Quinn (6) als Interpret und Lotar Olias als Autor und Produzent (4) mehr Millionenseller.
Auch abseits der offiziellen Singlecharts feiert RAF Camora Erfolge in den deutschen Genre-Charts. In den deutschen Hip-Hop-Charts belegte er unter anderem achtmal die Spitzenposition und platzierte sich 26 Wochen an der Chartspitze, nur Bonez MC (28) war öfter an der Chartspitze vertreten.

## Alben

### Studioalben

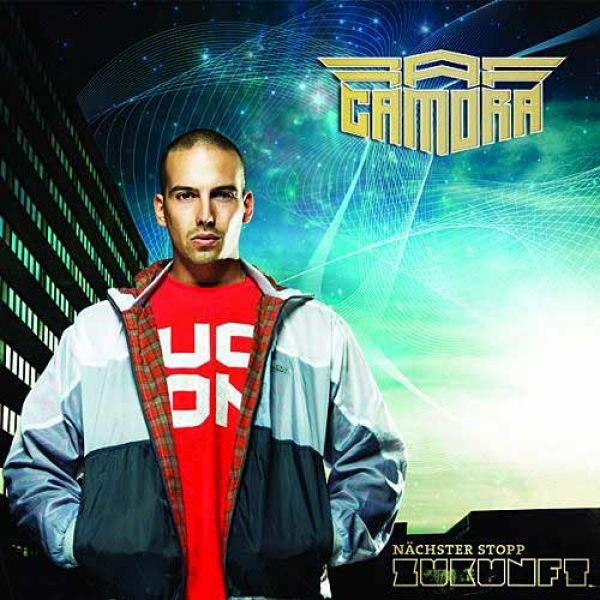
Frontcover zu Nächster Stopp Zukunft.

| Jahr           | Titel Musiklabel                                         | Höchstplatzierung, Gesamtwochen, AuszeichnungChartplatzierungen (Jahr, Titel, Musiklabel, Platzierungen, Wochen, Auszeichnungen, Anmerkungen) | Höchstplatzierung, Gesamtwochen, AuszeichnungChartplatzierungen (Jahr, Titel, Musiklabel, Platzierungen, Wochen, Auszeichnungen, Anmerkungen) | Höchstplatzierung, Gesamtwochen, AuszeichnungChartplatzierungen (Jahr, Titel, Musiklabel, Platzierungen, Wochen, Auszeichnungen, Anmerkungen) | Anmerkungen                                                | [↑]: gemeinsam behandelt mit vorhergehendem Eintrag; [←]: in beiden Charts platziert |
| Jahr           | Titel Musiklabel                                         | DE | AT | CH | Anmerkungen                                                |                                                                                      |
| -------------- | -------------------------------------------------------- | --- | --- | --- | ---------------------------------------------------------- | ------------------------------------------------------------------------------------ |
| als RAF Camora |                                                          | | | |                                                            |                                                                                      |
|                |                                                          | | | |                                                            |                                                                                      |
| 2009           | Nächster Stopp Zukunft Wolfpack Entertainment (Soulfood) | — | — | — | Erstveröffentlichung: 13. November 2009                    |                                                                                      |
| als RAF 3.0    |                                                          | | | |                                                            |                                                                                      |
|                |                                                          | | | |                                                            |                                                                                      |
| 2012           | RAF 3.0 Irievibrations Records (GA)                      | DE7 (2 Wo.)DE | AT5 (2 Wo.)AT | CH22 (1 Wo.)CH | Erstveröffentlichung: 24. Februar 2012                     |                                                                                      |
| 2013           | Hoch 2 Indipendenza (BMG)                                | DE1 (4 Wo.)DE | AT3 (3 Wo.)AT | CH8 (2 Wo.)CH | Erstveröffentlichung: 5. Juli 2013                         |                                                                                      |
| als RAF Camora |                                                          | | | |                                                            |                                                                                      |
|                |                                                          | | | |                                                            |                                                                                      |
| 2016           | Ghøst Indipendenza (BMG)                                 | DE3 (4 Wo.)DE | AT6 (2 Wo.)AT | CH13 (1 Wo.)CH | Erstveröffentlichung: 15. April 2016                       |                                                                                      |
| 2017           | Anthrazit Indipendenza (GA)                              | DE1 Platin · (65 Wo.)DE | AT1 Gold · (237 Wo.)AT | CH5 (20 Wo.)CH | Erstveröffentlichung: 25. August 2017 Verkäufe: + 207.500  |                                                                                      |
| 2019           | Zenit Indipendenza (GA)                                  | DE1 Gold · (41 Wo.)DE | AT1 Platin · (109 Wo.)AT | CH1 (36 Wo.)CH | Erstveröffentlichung: 1. November 2019 Verkäufe: + 115.000 |                                                                                      |
| 2021           | Zukunft Indipendenza (GA)                                | DE1 Gold · (99 Wo.)DE | AT1 (145 Wo.)AT | CH1 (77 Wo.)CH | Erstveröffentlichung: 16. Juli 2021 Verkäufe: + 100.000    |                                                                                      |
| 2021           | Zukunft II Indipendenza (GA)[DE: ↑]                      | DE1 Gold · (99 Wo.)DE | AT47 (1 Wo.)AT | CH88 (1 Wo.)CH | Erstveröffentlichung: 1. Oktober 2021                      |                                                                                      |
| 2023           | XV Indipendenza (GA)                                     | DE1 (30 Wo.)DE | AT1 (75 Wo.)AT | CH1 (17 Wo.)CH | Erstveröffentlichung: 23. Juni 2023                        |                                                                                      |

### Kollaboalben
| Jahr | Titel Musiklabel                          | Höchstplatzierung, Gesamtwochen, AuszeichnungChartplatzierungen (Jahr, Titel, Musiklabel, Platzierungen, Wochen, Auszeichnungen, Anmerkungen) | Höchstplatzierung, Gesamtwochen, AuszeichnungChartplatzierungen (Jahr, Titel, Musiklabel, Platzierungen, Wochen, Auszeichnungen, Anmerkungen) | Höchstplatzierung, Gesamtwochen, AuszeichnungChartplatzierungen (Jahr, Titel, Musiklabel, Platzierungen, Wochen, Auszeichnungen, Anmerkungen) | Anmerkungen                                                               |
| Jahr | Titel Musiklabel                          | DE | AT | CH | Anmerkungen                                                               |
| ---- | ----------------------------------------- | --- | --- | --- | ------------------------------------------------------------------------- |
| 2010 | Artkore Wolfpack Entertainment (Soulfood) | — | AT33 (1 Wo.)AT | — | Erstveröffentlichung: 12. März 2010 mit Nazar                             |
| 2014 | Zodiak Indipendenza (GA)                  | DE4 (3 Wo.)DE | AT4 (3 Wo.)AT | CH13 (1 Wo.)CH | Erstveröffentlichung: 14. März 2014 mit Chakuza & Joshi Mizu              |
| 2016 | Palmen aus Plastik Auf!Keinen!Fall! (UMG) | DE1 ×2Doppelplatin · (129 Wo.)DE | AT2 Platin · (173 Wo.)AT | CH1 (19 Wo.)CH | Erstveröffentlichung: 9. September 2016 Verkäufe: + 415.000; mit Bonez MC |
| 2018 | Palmen aus Plastik 2 Vertigo Berlin (UMG) | DE1 Gold · (118 Wo.)DE | AT1 Gold · (232 Wo.)AT | CH1 (104 Wo.)CH | Erstveröffentlichung: 5. Oktober 2018 Verkäufe: + 107.500; mit Bonez MC   |
| 2022 | Palmen aus Plastik 3 Vertigo Berlin (UMG) | DE1 (45 Wo.)DE | AT1 Platin · (64 Wo.)AT | CH2 (33 Wo.)CH | Erstveröffentlichung: 9. September 2022 Verkäufe: + 15.000; mit Bonez MC  |

### Mixtapes
| Jahr | Titel Musiklabel                                          | Höchstplatzierung, Gesamtwochen, AuszeichnungChartplatzierungen (Jahr, Titel, Musiklabel, Platzierungen, Wochen, Auszeichnungen, Anmerkungen) | Höchstplatzierung, Gesamtwochen, AuszeichnungChartplatzierungen (Jahr, Titel, Musiklabel, Platzierungen, Wochen, Auszeichnungen, Anmerkungen) | Höchstplatzierung, Gesamtwochen, AuszeichnungChartplatzierungen (Jahr, Titel, Musiklabel, Platzierungen, Wochen, Auszeichnungen, Anmerkungen) | Anmerkungen                              |
| Jahr | Titel Musiklabel                                          | DE | AT | CH | Anmerkungen                              |
| ---- | --------------------------------------------------------- | --- | --- | --- | ---------------------------------------- |
| 2008 | Therapie vor dem Album Wolfpack Entertainment (Distri)    | — | — | — | Erstveröffentlichung: 18. Juli 2008      |
| 2010 | Therapie nach dem Album Wolfpack Entertainment (Soulfood) | — | AT42 (1 Wo.)AT | — | Erstveröffentlichung: 24. September 2010 |
| 2010 | Inedit 2003–2010 Wolfpack Entertainment (Soulfood)        | — | — | — | Erstveröffentlichung: 24. Dezember 2010  |
| 2012 | Therapie nach dem Tod Indipendenza (MZEE)                 | — | AT40 (1 Wo.)AT | — | Erstveröffentlichung: 31. August 2012    |

### EPs
| Jahr | Titel Musiklabel                          | Höchstplatzierung, Gesamtwochen, AuszeichnungChartplatzierungen (Jahr, Titel, Musiklabel, Platzierungen, Wochen, Auszeichnungen, Anmerkungen) | Höchstplatzierung, Gesamtwochen, AuszeichnungChartplatzierungen (Jahr, Titel, Musiklabel, Platzierungen, Wochen, Auszeichnungen, Anmerkungen) | Höchstplatzierung, Gesamtwochen, AuszeichnungChartplatzierungen (Jahr, Titel, Musiklabel, Platzierungen, Wochen, Auszeichnungen, Anmerkungen) | Anmerkungen |
| Jahr | Titel Musiklabel                          | DE | AT | CH | Anmerkungen |
| ---- | ----------------------------------------- | --- | --- | --- | --- |
| 2006 | Skandal Skandal Vienna (Sony)             | — | — | — | Erstveröffentlichung: 7. Juli 2006 als RafOMic mit Emirez                                                                                               |
| 2014 | Die schwarze EP Indipendenza (GA)         | — | — | — | Erstveröffentlichung: 19. Dezember 2014 |
| 2015 | Die weiße EP Indipendenza (GA)            | — | — | — | Erstveröffentlichung: 26. Juni 2015 |
| 2016 | Schwarze Materie Indipendenza (BMG)       | DE*DE | AT*AT | CH*CH | Erstveröffentlichung: 15. April 2016 auch Teil von Ghøst (Boxset) * Verkäufe werden Ghøst hinzuaddiert                                                  |
| 2016 | Tannen aus Plastik Auf!Keinen!Fall! (UMG) | DE*DE | AT*AT | CH*CH | Erstveröffentlichung: 16. Dezember 2016 mit Bonez MC auch Teil von Palmen aus Plastik – Winteredition * Verkäufe werden Palmen aus Plastik hinzuaddiert |
| 2017 | Schwarze Materie II Indipendenza (GA)     | DE*DE | AT*AT | CH*CH | Erstveröffentlichung: 25. August 2017 auch Teil von Anthrazit (Boxset) * Verkäufe werden Anthrazit hinzuaddiert                                         |
| 2018 | Vulcano EP Vertigo Berlin (UMG)           | DE41 (2 Wo.)DE | AT15 (3 Wo.)AT | CH47 (2 Wo.)CH | Erstveröffentlichung: 5. Oktober 2018 mit Bonez MC auch Teil von Palmen aus Plastik 2 (Boxset)                                                          |

## Singles

### Als Leadmusiker
| Jahr | Titel Album                             | Höchstplatzierung, Gesamtwochen, AuszeichnungChartplatzierungen (Jahr, Titel, Album, Platzierungen, Wochen, Auszeichnungen, Anmerkungen) | Höchstplatzierung, Gesamtwochen, AuszeichnungChartplatzierungen (Jahr, Titel, Album, Platzierungen, Wochen, Auszeichnungen, Anmerkungen) | Höchstplatzierung, Gesamtwochen, AuszeichnungChartplatzierungen (Jahr, Titel, Album, Platzierungen, Wochen, Auszeichnungen, Anmerkungen) | Anmerkungen |
| Jahr | Titel Album                             | DE | AT | CH | Anmerkungen |
| --- | --------------------------------------- | --- | --- | --- | --- |
| als RAF 3.0 |                                         | | | | |
| |                                         | | | | |
| 2011 | Jeder Tag 3.0 RAF 3.0                   | — | — | — | Erstveröffentlichung: 24. Juni 2011                                                                                    |
| 2011 | Roboter RAF 3.0                         | — | — | — | Erstveröffentlichung: 23. Dezember 2011                                                                                |
| 2012 | Fallen RAF 3.0                          | DE96 (1 Wo.)DE | AT57 (1 Wo.)AT | — | Erstveröffentlichung: 20. Januar 2012 feat. Nazar                                                                      |
| 2012 | Wie kannst du nur RAF 3.0               | DE91 (1 Wo.)DE | AT73 (1 Wo.)AT | — | Erstveröffentlichung: 17. Februar 2012                                                                                 |
| 2012 | Tumor RAF 3.0                           | — | — | — | Erstveröffentlichung: 29. Juni 2012                                                                                    |
| 2013 | Träumer (EVOL Pt. 3) Hoch 2             | — | — | — | Erstveröffentlichung: 21. Juni 2013                                                                                    |
| 2013 | Schwarze Sonne Hoch 2                   | — | — | — | Erstveröffentlichung: 12. Juli 2013 feat. Prinz Pi & Vega                                                              |
| 2013 | Letzter Song Hoch 2                     | — | — | — | Erstveröffentlichung: 25. Oktober 2013                                                                                 |
| als RAF Camora |                                         | | | | |
| |                                         | | | | |
| 2016 | Ghøst                                   | — | — | — | Erstveröffentlichung: 5. Februar 2016                                                                                  |
| 2016 | Noah Ghøst                              | — | — | — | Erstveröffentlichung: 19. Februar 2016                                                                                 |
| 2016 | Dämonen Ghøst                           | — | — | — | Erstveröffentlichung: 4. März 2016                                                                                     |
| 2016 | Geschichte Ghøst                        | — | — | — | Erstveröffentlichung: 25. März 2016 feat. Bonez MC                                                                     |
| 2016 | So lala Ghøst                           | DE— GoldDE | — | — | Erstveröffentlichung: 8. April 2016 Verkäufe: + 200.000                                                                |
| 2016 | Palmen aus Plastik                      | DE10 Diamant · (53 Wo.)DE | AT51 (4 Wo.)AT | CH66 (3 Wo.)CH | Erstveröffentlichung: 15. Juli 2016 Verkäufe: + 1.000.000; mit Bonez MC                                                |
| 2016 | Ruhe nach dem Sturm Palmen aus Plastik  | DE42 Gold · (9 Wo.)DE | — | — | Erstveröffentlichung: 22. Juli 2016 Verkäufe: + 200.000; mit Bonez MC                                                  |
| 2016 | Mörder Palmen aus Plastik               | DE20 ×3Dreifachgold · (25 Wo.)DE | AT67 (1 Wo.)AT | — | Erstveröffentlichung: 19. August 2016 Verkäufe: + 600.000; mit Bonez MC feat. Gzuz                                     |
| 2016 | Ohne mein Team Palmen aus Plastik       | DE7 ×4Vierfachplatin · (90 Wo.)DE | AT34 Gold · (84 Wo.)AT | CH58 (26 Wo.)CH | Erstveröffentlichung: 6. September 2016 Verkäufe: + 1.615.000; mit Bonez MC feat. Maxwell                              |
| 2016 | Palmen aus Gold Tannen aus Plastik      | DE7 Platin · (16 Wo.)DE | AT35 (4 Wo.)AT | CH35 (4 Wo.)CH | Erstveröffentlichung: 24. November 2016 Verkäufe: + 400.000; mit Bonez MC                                              |
| 2016 | An ihnen vorbei Tannen aus Plastik      | DE8 Platin · (18 Wo.)DE | AT48 (2 Wo.)AT | CH34 (1 Wo.)CH | Erstveröffentlichung: 12. Dezember 2016 Verkäufe: + 400.000; mit Bonez MC                                              |
| 2017 | Kontrollieren Anthrazit                 | DE11 Platin · (32 Wo.)DE | AT32 Gold · (7 Wo.)AT | CH46 Gold · (4 Wo.)CH | Erstveröffentlichung: 26. April 2017 Verkäufe: + 425.000; feat. Bonez MC, Gzuz & Maxwell                               |
| 2017 | In meiner Wolke Anthrazit               | — | — | — | Erstveröffentlichung: 14. Juli 2017                                                                                    |
| 2017 | Alles probiert Anthrazit                | DE37 Gold · (10 Wo.)DE | AT33 Gold · (10 Wo.)AT | CH88 (1 Wo.)CH | Erstveröffentlichung: 21. Juli 2017 Verkäufe: + 215.000; feat. Bonez MC                                                |
| 2017 | Bye, Bye Anthrazit                      | DE52 (6 Wo.)DE | AT53 (2 Wo.)AT | — | Erstveröffentlichung: 4. August 2017                                                                                   |
| 2017 | Andere Liga Anthrazit                   | DE20 Gold · (10 Wo.)DE | AT16 Gold · (18 Wo.)AT | CH40 Gold · (5 Wo.)CH | Erstveröffentlichung: 18. August 2017 Verkäufe: + 225.000                                                              |
| 2017 | Primo Anthrazit                         | DE6 Platin · (37 Wo.)DE | AT8 Platin · (41 Wo.)AT | CH16 Platin · (18 Wo.)CH | Erstveröffentlichung: 24. August 2017 Verkäufe: + 450.000                                                              |
| 2017 | Turbo Anthrazit RR                      | — | — | — | Erstveröffentlichung: 24. November 2017                                                                                |
| 2017 | Verkauft Anthrazit RR                   | DE64 (1 Wo.)DE | AT70 (1 Wo.)AT | — | Erstveröffentlichung: 28. November 2017 feat. Bausa                                                                    |
| 2017 | Sag nix Anthrazit RR                    | DE6 Gold · (16 Wo.)DE | AT3 Gold · (15 Wo.)AT | CH14 (7 Wo.)CH | Erstveröffentlichung: 8. Dezember 2017 Verkäufe: + 215.000                                                             |
| 2017 | Gotham City Anthrazit RR                | DE9 Gold · (15 Wo.)DE | AT11 Gold · (16 Wo.)AT | CH21 (4 Wo.)CH | Erstveröffentlichung: 14. Dezember 2017 Verkäufe: + 215.000                                                            |
| 2018 | Corleone –                              | DE13 (7 Wo.)DE | AT6 Gold · (9 Wo.)AT | CH17 (4 Wo.)CH | Erstveröffentlichung: 21. Februar 2018 Verkäufe: + 15.000                                                              |
| 2018 | Maserati –                              | DE11 (6 Wo.)DE | AT1 (8 Wo.)AT | CH27 (2 Wo.)CH | Erstveröffentlichung: 20. April 2018                                                                                   |
| 2018 | 500 PS Palmen aus Plastik 2             | DE1 Diamant · (77 Wo.)DE | AT2 Platin · (82 Wo.)AT | CH4 (37 Wo.)CH | Erstveröffentlichung: 3. August 2018 Verkäufe: + 1.030.000; mit Bonez MC                                               |
| 2018 | Risiko Palmen aus Plastik 2             | DE2 Gold · (14 Wo.)DE | AT2 Gold · (7 Wo.)AT | CH2 (6 Wo.)CH | Erstveröffentlichung: 24. August 2018 Verkäufe: + 215.000; mit Bonez MC                                                |
| 2018 | Kokain Palmen aus Plastik 2             | DE1 ×3Dreifachgold · (27 Wo.)DE | AT1 Gold · (34 Wo.)AT | CH3 (9 Wo.)CH | Erstveröffentlichung: 14. September 2018 Verkäufe: + 615.000; mit Bonez MC feat. Gzuz                                  |
| 2018 | In meiner Zone 2.0 –                    | DE19 (4 Wo.)DE | AT6 (4 Wo.)AT | CH25 (2 Wo.)CH | Erstveröffentlichung: 26. Oktober 2018                                                                                 |
| 2019 | Vendetta Zenit                          | DE5 (9 Wo.)DE | AT1 Gold · (11 Wo.)AT | CH7 (5 Wo.)CH | Erstveröffentlichung: 30. August 2019 Verkäufe: + 15.000                                                               |
| 2019 | Adriana Zenit                           | DE7 Gold · (15 Wo.)DE | AT3 Gold · (13 Wo.)AT | CH5 (9 Wo.)CH | Erstveröffentlichung: 20. September 2019 Verkäufe: + 215.000                                                           |
| 2019 | Puta Madre Zenit                        | DE5 Gold · (16 Wo.)DE | AT2 Platin · (21 Wo.)AT | CH4 (10 Wo.)CH | Erstveröffentlichung: 11. Oktober 2019 Verkäufe: + 230.000; feat. Ghetto Phénomène                                     |
| 2019 | Sag ihnen 2 Zenit                       | DE33 (2 Wo.)DE | AT74 (1 Wo.)AT | — | Erstveröffentlichung: 31. Oktober 2019                                                                                 |
| 2019 | 100% –                                  | DE28 (3 Wo.)DE | AT3 (9 Wo.)AT | CH6 (6 Wo.)CH | Erstveröffentlichung: 28. November 2019 mit Senidah                                                                    |
| 2020 | Maschine Nonstop                        | DE9 (6 Wo.)DE | AT1 (10 Wo.)AT | CH14 (3 Wo.)CH | Erstveröffentlichung: 3. Januar 2020 mit The Cratez                                                                    |
| 2021 | Blaues Licht Zukunft II                 | DE1 Platin · (60 Wo.)DE | AT1 ×2Doppelplatin · (99 Wo.)AT | CH2 (30 Wo.)CH | Erstveröffentlichung: 23. Juli 2021 Verkäufe: + 460.000; feat. Bonez MC                                                |
| 2021 | Wenn du mich siehst Zukunft II          | DE2 Gold · (14 Wo.)DE | AT3 Gold · (7 Wo.)AT | CH6 (7 Wo.)CH | Erstveröffentlichung: 20. August 2021 Verkäufe: + 215.000; feat. Juju                                                  |
| 2021 | 2CB Zukunft II                          | DE1 Gold · (17 Wo.)DE | AT1 Platin · (37 Wo.)AT | CH2 (11 Wo.)CH | Erstveröffentlichung: 10. September 2021 Verkäufe: + 230.000; feat. Luciano                                            |
| 2021 | Guapa Zukunft II                        | DE8 (7 Wo.)DE | AT1 Gold · (6 Wo.)AT | CH11 (5 Wo.)CH | Erstveröffentlichung: 8. Oktober 2021 Verkäufe: + 15.000                                                               |
| 2022 | Tageslicht Nonstop: NXTGEN              | DE8 (3 Wo.)DE | AT6 (3 Wo.)AT | CH22 (1 Wo.)CH | Erstveröffentlichung: 18. Februar 2022 mit The Cratez & Ufo361                                                         |
| 2022 | Mein Planet Zukunft II                  | DE10 (2 Wo.)DE | AT7 (2 Wo.)AT | CH24 (1 Wo.)CH | Erstveröffentlichung: 22. April 2022                                                                                   |
| 2022 | Letztes Mal Palmen aus Plastik 3        | DE2 (12 Wo.)DE | AT2 (8 Wo.)AT | CH3 (7 Wo.)CH | Erstveröffentlichung: 15. Juli 2022 mit Bonez MC                                                                       |
| 2022 | Sommer Palmen aus Plastik 3             | DE3 (10 Wo.)DE | AT2 (10 Wo.)AT | CH2 (7 Wo.)CH | Erstveröffentlichung: 4. August 2022 mit Bonez MC                                                                      |
| 2022 | Taxi Palmen aus Plastik 3               | DE3 (9 Wo.)DE | AT3 (10 Wo.)AT | CH3 (6 Wo.)CH | Erstveröffentlichung: 2. September 2022 mit Bonez MC feat. Gzuz                                                        |
| 2023 | Connexion –                             | — | AT11 (3 Wo.)AT | CH28 (3 Wo.)CH | Erstveröffentlichung: 17. März 2023 mit Baby Gang                                                                      |
| 2023 | All Night XV                            | DE1 Gold · (26 Wo.)DE | AT1 (32 Wo.)AT | CH1 (15 Wo.)CH | Erstveröffentlichung: 31. März 2023 Verkäufe: + 200.000; feat. Luciano                                                 |
| 2023 | Anna XV                                 | DE8 (5 Wo.)DE | AT1 (7 Wo.)AT | CH3 (4 Wo.)CH | Erstveröffentlichung: 5. Mai 2023                                                                                      |
| 2023 | Bei Nacht XV                            | DE6 (6 Wo.)DE | AT1 (5 Wo.)AT | CH10 (3 Wo.)CH | Erstveröffentlichung: 19. Mai 2023 feat. Cro                                                                           |
| 2023 | Strada XV                               | DE3 (5 Wo.)DE | AT1 (11 Wo.)AT | CH7 (4 Wo.)CH | Erstveröffentlichung: 16. Juni 2023 feat. Ahmad Amin                                                                   |
| 2023 | C.R. XV RR Edition                      | — | — | — | Erstveröffentlichung: 10. Juli 2023                                                                                    |
| 2023 | Tropicana XV RR Edition                 | DE9 (4 Wo.)DE | AT1 (8 Wo.)AT | CH10 (2 Wo.)CH | Erstveröffentlichung: 14. Juli 2023 feat. HoodBlaq                                                                     |
| 2023 | Vorbei –                                | DE22 (4 Wo.)DE | AT13 (4 Wo.)AT | CH43 (1 Wo.)CH | Erstveröffentlichung: 22. September 2023 mit Montez & Robin Schulz feat. Dario Rodriguez                               |
| 2023 | Liebe Grüße XV RR Edition               | DE1 Gold · (23 Wo.)DE | AT1 Platin · (29 Wo.)AT | CH2 (12 Wo.)CH | Erstveröffentlichung: 27. Oktober 2023 Verkäufe: + 330.000; feat. Ski Aggu                                             |
| 2024 | Anthrazit Forever –                     | DE57 (2 Wo.)DE | AT24 (2 Wo.)AT | CH82 (1 Wo.)CH | Erstveröffentlichung: 30. Juli 2024                                                                                    |
| 2024 | Out of the Dark –                       | DE2 (13 Wo.)DE | AT1 (15 Wo.)AT | CH11 (3 Wo.)CH | Erstveröffentlichung: 9. August 2024 Original: Falco                                                                   |
| 2025 | Connected –                             | DE2 (… Wo.)DE | AT2 (… Wo.)AT | CH6 (8 Wo.)CH | Erstveröffentlichung: 16. Mai 2025 feat. Reezy                                                                         |
| 2025 | Bottega –                               | DE14 (2 Wo.)DE | AT2 (5 Wo.)AT | CH15 (2 Wo.)CH | Erstveröffentlichung: 6. Juni 2025                                                                                     |
| 2025 | Jupiter –                               | DE2 (… Wo.)DE | AT1 (… Wo.)AT | CH4 (2 Wo.)CH | Erstveröffentlichung: 4. Juli 2025 feat. Apache 207                                                                    |
| 2025 | Ocean –                                 | DE3 (… Wo.)DE | AT3 (… Wo.)AT | CH8 (… Wo.)CH | Erstveröffentlichung: 8. August 2025 feat. Ufo361                                                                      |
| Folgende Lieder erschienen nicht als Single, wurden aber durch das Album zum Download und Streaming bereitgestellt und konnten somit eine Platzierung erlangen: |                                         | | | | |
| |                                         | | | | |
| 2016 | Ciao Ciao Palmen aus Plastik            | DE36 (4 Wo.)DE | — | — | Charteinstieg: 16. September 2016 mit Bonez MC                                                                         |
| 2016 | Erblindet Palmen aus Plastik            | DE37 (5 Wo.)DE | — | — | Charteinstieg: 16. September 2016 mit Bonez MC                                                                         |
| 2016 | Skimaske Palmen aus Plastik             | DE45 (3 Wo.)DE | — | — | Charteinstieg: 16. September 2016 mit Bonez MC feat. Gzuz                                                              |
| 2016 | Evil Palmen aus Plastik                 | DE57 (3 Wo.)DE | — | — | Charteinstieg: 16. September 2016 mit Bonez MC feat. Tommy Lee Sparta                                                  |
| 2016 | Attackieren Palmen aus Plastik          | DE59 Gold · (3 Wo.)DE | — | — | Charteinstieg: 16. September 2016 Videoauskopplung: 26. September 2016 Verkäufe: + 200.000; mit Bonez MC feat. Hanybal |
| 2016 | Cabriolet Palmen aus Plastik            | DE62 (2 Wo.)DE | — | — | Charteinstieg: 16. September 2016 mit Bonez MC                                                                         |
| 2016 | Killa Palmen aus Plastik                | DE68 (1 Wo.)DE | — | — | Charteinstieg: 16. September 2016 mit Bonez MC feat. D-Flame                                                           |
| 2016 | Vaporizer Palmen aus Plastik            | DE73 (1 Wo.)DE | — | — | Charteinstieg: 16. September 2016 mit Bonez MC feat. Trettmann                                                         |
| 2016 | Dankbarkeit Palmen aus Plastik          | DE74 (1 Wo.)DE | — | — | Charteinstieg: 16. September 2016 mit Bonez MC                                                                         |
| 2016 | Daneben Palmen aus Plastik              | DE86 (1 Wo.)DE | — | — | Charteinstieg: 16. September 2016 mit Bonez MC feat. Trettmann                                                         |
| 2016 | Intro Palmen aus Plastik                | DE98 (1 Wo.)DE | — | — | Charteinstieg: 16. September 2016 mit Bonez MC                                                                         |
| 2016 | Skandale Tannen aus Plastik             | DE25 Gold · (6 Wo.)DE | — | CH48 (1 Wo.)CH | Charteinstieg: 23. Dezember 2016 Verkäufe: + 200.000; mit Bonez MC feat. Gzuz                                          |
| 2016 | Atramis Tannen aus Plastik              | DE36 Gold · (5 Wo.)DE | — | — | Charteinstieg: 23. Dezember 2016 Verkäufe: + 200.000; mit Bonez MC feat. Bausa                                         |
| 2016 | Verräter Tannen aus Plastik             | DE55 (1 Wo.)DE | — | — | Charteinstieg: 23. Dezember 2016 mit Bonez MC                                                                          |
| 2017 | Roots Anthrazit                         | DE42 (3 Wo.)DE | AT36 (3 Wo.)AT | CH52 (2 Wo.)CH | Charteinstieg: 1. September 2017 feat. Gentleman                                                                       |
| 2017 | Anthrazit                               | DE61 (1 Wo.)DE | AT56 (1 Wo.)AT | — | Charteinstieg: 1. September 2017                                                                                       |
| 2017 | Entertainment Anthrazit                 | DE63 (1 Wo.)DE | AT65 (1 Wo.)AT | — | Charteinstieg: 1. September 2017 feat. KC Rebell                                                                       |
| 2017 | Augenblick Anthrazit                    | DE65 (1 Wo.)DE | AT62 (1 Wo.)AT | — | Charteinstieg: 1. September 2017 feat. Bonez MC                                                                        |
| 2017 | Vienna Anthrazit                        | DE76 (1 Wo.)DE | AT23 (3 Wo.)AT | — | Charteinstieg: 1. September 2017                                                                                       |
| 2017 | Money Anthrazit                         | DE83 (1 Wo.)DE | AT73 (1 Wo.)AT | — | Charteinstieg: 1. September 2017 feat. Ufo361                                                                          |
| 2017 | Donna Imma Anthrazit                    | DE88 (1 Wo.)DE | AT69 (1 Wo.)AT | — | Charteinstieg: 1. September 2017                                                                                       |
| 2017 | Niemals Anthrazit                       | DE90 (1 Wo.)DE | — | — | Charteinstieg: 1. September 2017 feat. Kontra K                                                                        |
| 2017 | Teflon Anthrazit                        | DE95 (1 Wo.)DE | — | — | Charteinstieg: 1. September 2017                                                                                       |
| 2017 | Waffen Anthrazit RR                     | DE21 Gold · (11 Wo.)DE | AT45 (1 Wo.)AT | CH47 (1 Wo.)CH | Charteinstieg: 22. Dezember 2017 Verkäufe: + 200.000; feat. Bonez MC, Gzuz & Ufo361                                    |
| 2018 | Nummer unterdrückt Palmen aus Plastik 2 | DE3 Gold · (13 Wo.)DE | AT1 (19 Wo.)AT | CH7 (6 Wo.)CH | Charteinstieg: 12. Oktober 2018 Verkäufe: + 200.000; mit Bonez MC                                                      |
| 2018 | Ja Mann! Palmen aus Plastik 2           | DE5 (5 Wo.)DE | AT4 (1 Wo.)AT | — | Charteinstieg: 12. Oktober 2018 mit Bonez MC                                                                           |
| 2018 | Kompanie Palmen aus Plastik 2           | DE7 (5 Wo.)DE | AT5 (1 Wo.)AT | — | Charteinstieg: 12. Oktober 2018 mit Bonez MC feat. Hanybal                                                             |
| 2018 | Prominent Palmen aus Plastik 2          | DE8 (5 Wo.)DE | AT6 (1 Wo.)AT | CH9 (1 Wo.)CH | Charteinstieg: 12. Oktober 2018 mit Bonez MC                                                                           |
| 2018 | Von ihnen gelernt Palmen aus Plastik 2  | DE10 (3 Wo.)DE | AT8 (1 Wo.)AT | — | Charteinstieg: 12. Oktober 2018 mit Bonez MC                                                                           |
| 2018 | Alien Palmen aus Plastik 2              | DE11 (4 Wo.)DE | AT9 (1 Wo.)AT | — | Charteinstieg: 12. Oktober 2018 mit Bonez MC                                                                           |
| 2018 | Nein Palmen aus Plastik 2               | DE13 (3 Wo.)DE | AT11 (1 Wo.)AT | — | Charteinstieg: 12. Oktober 2018 mit Bonez MC                                                                           |
| 2018 | MDMA Palmen aus Plastik 2               | DE14 (3 Wo.)DE | AT12 (1 Wo.)AT | — | Charteinstieg: 12. Oktober 2018 mit Bonez MC                                                                           |
| 2018 | 100 Palmen aus Plastik 2                | DE15 (4 Wo.)DE | AT14 (1 Wo.)AT | — | Charteinstieg: 12. Oktober 2018 mit Bonez MC feat. Kitschkrieg & Trettmann                                             |
| 2018 | Krimineller Palmen aus Plastik 2        | DE17 (3 Wo.)DE | AT13 (1 Wo.)AT | — | Charteinstieg: 12. Oktober 2018 mit Bonez MC feat. Kontra K                                                            |
| 2018 | Prophezeit Palmen aus Plastik 2         | DE21 (3 Wo.)DE | AT18 (1 Wo.)AT | — | Charteinstieg: 12. Oktober 2018 mit Bonez MC                                                                           |
| 2018 | Intro Palmen aus Plastik 2              | DE49 (1 Wo.)DE | AT42 (1 Wo.)AT | — | Charteinstieg: 12. Oktober 2018 mit Bonez MC                                                                           |
| 2019 | Unnormal Zenit                          | DE13 (11 Wo.)DE | AT5 (8 Wo.)AT | CH13 (5 Wo.)CH | Charteinstieg: 8. November 2019 feat. Bonez MC                                                                         |
| 2020 | Es geht voran Zenit RR                  | DE20 (3 Wo.)DE | AT5 (2 Wo.)AT | CH25 (2 Wo.)CH | Charteinstieg: 17. Januar 2020 feat. Bonez MC                                                                          |
| 2020 | OK, OK Zenit RR                         | — | AT2 (7 Wo.)AT | CH32 (2 Wo.)CH | Charteinstieg: 19. Januar 2020 feat. KC Rebell                                                                         |
| 2020 | Fefe 488 Zenit RR                       | — | AT4 (2 Wo.)AT | CH36 (1 Wo.)CH | Charteinstieg: 19. Januar 2020 feat. Lent                                                                              |
| 2021 | Zukunft                                 | DE4 Gold · (9 Wo.)DE | AT1 Platin · (8 Wo.)AT | CH5 (5 Wo.)CH | Charteinstieg: 23. Juli 2021 Verkäufe: + 230.000                                                                       |
| 2021 | Realität Zukunft                        | — | AT8 (1 Wo.)AT | CH26 (1 Wo.)CH | Charteinstieg: 25. Juli 2021                                                                                           |
| 2021 | Chromosom Zukunft                       | — | AT9 (1 Wo.)AT | CH43 (1 Wo.)CH | Charteinstieg: 25. Juli 2021                                                                                           |
| 2021 | Vergesse nie die Street Zukunft         | DE78 Gold · (4 Wo.)DE | AT17 Gold · (17 Wo.)AT | CH97 (1 Wo.)CH | Charteinstieg: 1. August 2021 Verkäufe: + 215.000; feat. Ahmad Amin                                                    |
| 2021 | DNA Zukunft II                          | DE34 (1 Wo.)DE | AT16 (1 Wo.)AT | CH53 (1 Wo.)CH | Charteinstieg: 8. Oktober 2021                                                                                         |
| 2022 | Eine Idee Palmen aus Plastik 3          | DE5 (6 Wo.)DE | AT5 (7 Wo.)AT | CH15 (1 Wo.)CH | Charteinstieg: 16. September 2022 mit Bonez MC                                                                         |
| 2022 | Diamant Palmen aus Plastik 3            | DE53 (2 Wo.)DE | AT6 (2 Wo.)AT | CH11 (3 Wo.)CH | Charteinstieg: 18. September 2022 mit Bonez MC                                                                         |
| 2023 | Matrix XV                               | DE25 (2 Wo.)DE | — | CH24 (1 Wo.)CH | Charteinstieg: 30. Juni 2023                                                                                           |
| 2023 | Wien XV                                 | — | AT1 (14 Wo.)AT | — | Videoauskopplung: 2. Juli 2023 Charteinstieg: 4. Juli 2023 feat. Yung Hurn                                             |
| 2023 | Model XV RR Edition                     | DE27 (2 Wo.)DE | AT11 (3 Wo.)AT | CH36 (1 Wo.)CH | Videoauskopplung: 10. September 2023 Charteinstieg: 15. September 2023 feat. Dardan & Jamule                           |

### Als Gastmusiker
| Jahr | Titel Album                                   | Höchstplatzierung, Gesamtwochen, AuszeichnungChartplatzierungen (Jahr, Titel, Album, Platzierungen, Wochen, Auszeichnungen, Anmerkungen) | Höchstplatzierung, Gesamtwochen, AuszeichnungChartplatzierungen (Jahr, Titel, Album, Platzierungen, Wochen, Auszeichnungen, Anmerkungen) | Höchstplatzierung, Gesamtwochen, AuszeichnungChartplatzierungen (Jahr, Titel, Album, Platzierungen, Wochen, Auszeichnungen, Anmerkungen) | Anmerkungen |
| Jahr | Titel Album                                   | DE | AT | CH | Anmerkungen |
| --- | --------------------------------------------- | --- | --- | --- | --- |
| 2009 | Össi Ö Paradox                                | — | — | — | Erstveröffentlichung: 23. Oktober 2009 Nazar feat. Chakuza & RAF Camora                                                    |
| 2011 | Kein Morgen –                                 | — | — | — | Erstveröffentlichung: 27. Mai 2011 Nazar feat. RAF 3.0 & Sido                                                              |
| 2011 | Glücklich Auf der Suche nach dem Glück        | — | — | — | Erstveröffentlichung: 8. Juli 2011 D-Bo feat. RAF Camora                                                                   |
| 2014 | Papierflieger MDMA                            | — | — | — | Erstveröffentlichung: 12. September 2014 Joshi Mizu feat. Chakuza & RAF Camora                                             |
| 2016 | Wie ein Mann (Prachtkerle Remix) Schwermetall | — | — | — | Erstveröffentlichung: 22. April 2016 Pedaz feat. Blut & Kasse, JokA, Joshi Mizu, MoTrip, RAF Camora, Sido, Silla & Sinan-G |
| 2016 | Villa Raw                                     | — | — | — | Erstveröffentlichung: 18. Oktober 2016 Metrickz feat. RAF Camora                                                           |
| 2017 | Plem Plem Gute Nacht                          | DE46 (5 Wo.)DE | — | — | Erstveröffentlichung: 7. April 2017 Kontra K feat. Bonez MC & RAF Camora                                                   |
| 2017 | Olé Olé Blyat                                 | DE36 Gold · (22 Wo.)DE | AT70 (1 Wo.)AT | — | Erstveröffentlichung: 11. August 2017 Verkäufe: + 200.000 Capital Bra feat. Joshi Mizu & RAF Camora                        |
| 2017 | GottSeiDank #DIY                              | DE31 Gold · (11 Wo.)DE | AT56 (5 Wo.)AT | — | Erstveröffentlichung: 12. September 2017 Verkäufe: + 200.000 Trettmann feat. Bonez MC & RAF Camora                         |
| 2017 | Nema bolje Alfa & Omega                       | — | AT40 Platin · (3 Wo.)AT | — | Erstveröffentlichung: 24. Dezember 2017 Verkäufe: + 30.000 Jala Brat & Buba Corelli feat. RAF Camora                       |
| 2017 | Qa bone Fast Life                             | DE12 Platin · (20 Wo.)DE | AT17 Gold · (18 Wo.)AT | CH30 Gold · (14 Wo.)CH | Erstveröffentlichung: 27. Dezember 2017 Verkäufe: + 425.000; Azet feat. RAF Camora                                         |
| 2018 | Erfolg –                                      | — | — | — | Erstveröffentlichung: 2. Februar 2018 Joshi Mizu feat. RAF Camora                                                          |
| 2018 | Fame Erde & Knochen                           | DE6 Gold · (17 Wo.)DE | AT4 (12 Wo.)AT | CH29 (2 Wo.)CH | Erstveröffentlichung: 9. Mai 2018 Verkäufe: + 200.000; Kontra K feat. RAF Camora                                           |
| 2018 | Toto –                                        | DE18 Gold · (14 Wo.)DE | AT2 Gold · (14 Wo.)AT | CH4 Gold · (9 Wo.)CH | Erstveröffentlichung: 15. Juni 2018 Verkäufe: + 225.000; Noizy feat. RAF Camora                                            |
| 2018 | Paradies VVS                                  | DE16 (7 Wo.)DE | AT12 (6 Wo.)AT | CH31 (4 Wo.)CH | Erstveröffentlichung: 13. Juli 2018 Ufo361 feat. RAF Camora                                                                |
| 2018 | Perfekt Press Play                            | DE5 Gold · (19 Wo.)DE | AT1 (26 Wo.)AT | CH7 (9 Wo.)CH | Erstveröffentlichung: 16. November 2018 Verkäufe: + 200.000 AriBeatz feat. RAF Camora & Sofiane                            |
| 2019 | Hermès 471                                    | DE37 (2 Wo.)DE | AT12 (2 Wo.)AT | CH51 (1 Wo.)CH | Erstveröffentlichung: 24. Mai 2019 Gallo Nero feat. RAF Camora                                                             |
| 2019 | Neptun Hasso                                  | DE2 Gold · (9 Wo.)DE | AT1 (12 Wo.)AT | CH6 (6 Wo.)CH | Erstveröffentlichung: 18. Juli 2019 Verkäufe: + 200.000; KC Rebell feat. RAF Camora                                        |
| 2019 | Nummer Wave                                   | DE2 Gold · (9 Wo.)DE | AT2 (10 Wo.)AT | CH10 (6 Wo.)CH | Erstveröffentlichung: 26. Juli 2019 Verkäufe: + 200.000; Ufo361 feat. RAF Camora                                           |
| 2019 | Barcelona Gringoland                          | DE21 (3 Wo.)DE | AT11 (3 Wo.)AT | CH35 (2 Wo.)CH | Erstveröffentlichung: 13. September 2019 Gringo feat. RAF Camora                                                           |
| 2019 | Fratello Money Time                           | DE96 (1 Wo.)DE | AT21 (4 Wo.)AT | CH63 (2 Wo.)CH | Erstveröffentlichung: 8. November 2019 Ghetto Phénomène feat. RAF Camora                                                   |
| 2021 | Petrouchka (Remix) –                          | DE— aDE | AT— aAT | CH— aCH | Erstveröffentlichung: 6. August 2021 Soso Maness feat. PLK & RAF Camora                                                    |
| 2021 | Gelebt Rebell Army                            | DE10 (3 Wo.)DE | AT7 (3 Wo.)AT | CH14 (2 Wo.)CH | Erstveröffentlichung: 4. November 2021 KC Rebell feat. RAF Camora                                                          |
| 2022 | Auf die Feinde 8                              | DE22 (1 Wo.)DE | AT17 (1 Wo.)AT | CH32 (1 Wo.)CH | Erstveröffentlichung: 24. Februar 2022 Capital Bra feat. RAF Camora                                                        |
| 2022 | Criminal –                                    | DE36 (1 Wo.)DE | AT1 Gold · (6 Wo.)AT | CH18 (2 Wo.)CH | Erstveröffentlichung: 25. März 2022 Verkäufe: + 15.000 Jala Brat & Buba Corelli feat. RAF Camora                           |
| 2022 | Obsessed DardyNextDoor                        | DE8 (6 Wo.)DE | AT5 (6 Wo.)AT | CH9 Gold · (3 Wo.)CH | Erstveröffentlichung: 5. Mai 2022 Verkäufe: + 10.000 Dardan feat. RAF Camora                                               |
| 2022 | Mood (RAF Camora Remix) –                     | DE— aDE | AT— aAT | CH— aCH | Erstveröffentlichung: 7. Oktober 2022 Makar feat. RAF Camora                                                               |
| 2022 | Bombarder Gibraltar                           | — | AT16 (2 Wo.)AT | CH49 (1 Wo.)CH | Erstveröffentlichung: 4. November 2022 Triplego feat. RAF Camora                                                           |
| 2022 | Coco 2.0 –                                    | DE87 (1 Wo.)DE | AT50 Gold · (1 Wo.)AT | CH71 (1 Wo.)CH | Erstveröffentlichung: 9. Dezember 2022 Verkäufe: + 15.000 Jala Brat feat. Buba Corelli, Dardan & RAF Camora                |
| 2022 | Scooter volé –                                | — | — | — | Erstveröffentlichung: 14. Dezember 2022 Bilk feat. RAF Camora                                                              |
| 2023 | Patek Longue Vie                              | — | — | — | Erstveröffentlichung: 26. Mai 2023 Ghetto Phénomène feat. RAF Camora                                                       |
| 2023 | Tiki taka –                                   | DE— bDE | AT56 (1 Wo.)AT | CH91 (1 Wo.)CH | Erstveröffentlichung: 20. Juli 2023 Ashafar feat. Elai & RAF Camora                                                        |
| 2023 | Palma –                                       | DE38 (1 Wo.)DE | AT17 (4 Wo.)AT | CH22 (6 Wo.)CH | Erstveröffentlichung: 28. Juli 2023 Dhurata Dora feat. RAF Camora                                                          |
| 2023 | Take It –                                     | — | — | — | Erstveröffentlichung: 29. September 2023 Beny Jr feat. RAF Camora                                                          |
| 2023 | Bana Gönder! –                                | DE— cDE | AT56 (1 Wo.)AT | — | Erstveröffentlichung: 13. Oktober 2023 Lvbel C5 feat. RAF Camora                                                           |
| 2024 | Montenegro Akela                              | DE— dDE | AT14 (2 Wo.)AT | CH41 (1 Wo.)CH | Erstveröffentlichung: 1. Februar 2024 Safraoui feat. RAF Camora                                                            |
| 2025 | Bei dir –                                     | DE26 (… Wo.)DE | AT18 (1 Wo.)AT | CH82 (1 Wo.)CH | Erstveröffentlichung: 18. Juli 2025 Jamule feat. RAF Camora                                                                |
| Folgende Lieder erschienen nicht als Single, wurden aber durch das Album zum Download und Streaming bereitgestellt und konnten somit eine Platzierung erlangen: |                                               | | | | |
| |                                               | | | | |
| 2016 | Safari                                        | DE29 Platin · (19 Wo.)DE | AT41 (4 Wo.)AT | CH51 (1 Wo.)CH | Charteinstieg: 23. Dezember 2016 Verkäufe: + 400.000 Maxwell feat. Bonez MC & RAF Camora                                   |
| 2016 | Meine Sprache 187 Allstars EP                 | DE60 (1 Wo.)DE | — | CH94 (1 Wo.)CH | Charteinstieg: 23. Dezember 2016 Bonez MC, Gzuz & Sa4 feat. RAF Camora                                                     |
| 2017 | Stress mit mir Kohldampf                      | DE41 (2 Wo.)DE | — | — | Videoauskopplung: 22. März 2017 Charteinstieg: 31. März 2017 Maxwell feat. RAF Camora                                      |
| 2017 | Sie will Verloren im Paradies                 | DE65 (3 Wo.)DE | — | — | Charteinstieg: 30. Juni 2017 PA Sports feat. Bonez MC & RAF Camora                                                         |
| 2017 | High Life Sampler 4                           | DE30 Gold · (5 Wo.)DE | AT67 (2 Wo.)AT | — | Charteinstieg: 21. Juli 2017 Verkäufe: + 200.000; Bonez MC, Gzuz & Maxwell feat. RAF Camora                                |
| 2018 | Erober die Welt 808                           | DE51 (1 Wo.)DE | AT33 (1 Wo.)AT | CH79 (1 Wo.)CH | Charteinstieg: 20. April 2018 Ufo361 feat. Gzuz & RAF Camora                                                               |
| 2018 | Molotov Endstufe                              | DE27 (4 Wo.)DE | AT25 (2 Wo.)AT | CH60 (1 Wo.)CH | Charteinstieg: 3. August 2018 Summer Cem feat. RAF Camora                                                                  |
| 2019 | Nese Don Super Plus                           | DE45 (1 Wo.)DE | — | — | Charteinstieg: 15. März 2019 Azet & Zuna feat. RAF Camora                                                                  |
| 2019 | In der Nacht Hasso                            | DE57 (1 Wo.)DE | — | — | Charteinstieg: 26. April 2019 KC Rebell feat. Kontra K & RAF Camora                                                        |
| 2019 | Zove Vienna #99                               | — | AT36 Gold · (3 Wo.)AT | — | Charteinstieg: 20. September 2019 Verkäufe: + 15.000 Jala Brat feat. Buba Corelli & RAF Camora                             |
| 2020 | Ausgezahlt Gzuz                               | — | AT34 (1 Wo.)AT | — | Charteinstieg: 28. Februar 2020 Gzuz feat. RAF Camora                                                                      |
| 2022 | Alles black Große Freiheit                    | DE8 (4 Wo.)DE | AT6 (4 Wo.)AT | CH16 (3 Wo.)CH | Charteinstieg: 21. Januar 2022 Gzuz feat. Luciano & RAF Camora                                                             |
| 2022 | Casablanca BE.ELA.QU                          | DE— eDE | AT63 (1 Wo.)AT | — | Charteinstieg: 9. August 2022 HoodBlaq feat. RAF Camora                                                                    |
| 2023 | Putana Clouds                                 | DE— fDE | — | — | Charteinstieg: 24. Februar 2023 LX feat. Ahmad Amin & RAF Camora                                                           |
| 2024 | Emirat Kristall                               | DE— gDE | — | — | Charteinstieg: 19. Januar 2024 Kurdo feat. RAF Camora                                                                      |

## Videoalben und Musikvideos

### Videoalben
| Jahr | Titel Musiklabel                                              | Anmerkungen |
| ---- | ------------------------------------------------------------- | --- |
| 2016 | Palmen aus Plastik – live in Stuttgart Auf!Keinen!Fall! (UMG) | Erstveröffentlichung: 16. Dezember 2016 mit Bonez MC auch Teil von Palmen aus Plastik – Winteredition Verkäufe werden Palmen aus Plastik hinzuaddiert |

### Musikvideos
| Jahr | Titel                            | Regie                              |
| ---- | -------------------------------- | ---------------------------------- |
| 2009 | Winner                           | Moritz Winkler                     |
| 2010 | Killabizzz                       | Moritz Winkler                     |
| 2010 | Artkore                          | Moritz Winkler                     |
| 2010 | Meine Stadt                      | Moritz Winkler                     |
| 2010 | 24. September                    | DJ Desue                           |
| 2010 | Beef                             |                                    |
| 2010 | Sagol                            | DJ Desue                           |
| 2011 | Kein Morgen                      | Ramon Rigoni                       |
| 2011 | Roboter                          |                                    |
| 2012 | Fallen                           | Nazar Films                        |
| 2012 | Wie kannst du nur                | Nazar Films                        |
| 2012 | Tumor                            | Nazar Films                        |
| 2012 | Von einem anderen Stern          | Famefabrik                         |
| 2013 | Träumer                          | Moritz Winkler                     |
| 2013 | Schwarze Sonne                   | Moritz Winkler                     |
| 2013 | Phantom                          | Moritz Winkler                     |
| 2013 | Letzter Song                     | Daniel Zlotin                      |
| 2014 | Klepto                           | Shaho Casado                       |
| 2014 | T.R.I.P. 2                       | 3nity Films                        |
| 2014 | Papierflieger                    | Shaho Casado                       |
| 2015 | Kosmischer Staub                 |                                    |
| 2015 | Die Letzten ihrer Art – Remix    | Tahsin Özkan                       |
| 2016 | Wie ein Mann (Prachtkerle Remix) | Authentic Artworks                 |
| 2016 | Ghøst                            | Shaho Casado                       |
| 2016 | Noah                             | Shaho Casado                       |
| 2016 | Dämonen                          | Shaho Casado                       |
| 2016 | Therapie nach der Zukunft        | Farido Davis                       |
| 2016 | Geschichte                       | Shaho Casado                       |
| 2016 | So lala                          |                                    |
| 2016 | R.R.B.B.                         | Shaho Casado                       |
| 2016 | Palmen aus Plastik               | Shaho Casado                       |
| 2016 | Mörder                           | Shaho Casado                       |
| 2016 | Ohne mein Team                   | Shaho Casado                       |
| 2016 | Attackieren                      | Shaho Casado                       |
| 2016 | Palmen aus Gold                  | Shaho Casado                       |
| 2016 | An ihnen vorbei                  | Shaho Casado                       |
| 2017 | Stress mit mir                   | Shaho Casado                       |
| 2017 | Kontrollieren                    | Shaho Casado                       |
| 2017 | Alles probiert                   | Shaho Casado                       |
| 2017 | Bye, Bye                         | Shaho Casado                       |
| 2017 | Andere Liga                      | Shaho Casado                       |
| 2017 | Primo                            | Shaho Casado                       |
| 2017 | Sag nix                          | Shaho Casado                       |
| 2017 | Gotham City                      | Farido Davis                       |
| 2017 | Nema bolje                       | Toxic Entertainment                |
| 2018 | Corleone                         | Shaho Casado                       |
| 2018 | Fame                             | Shaho Casado                       |
| 2018 | Toto                             | Shaho Casado                       |
| 2018 | 500 PS                           | Shaho Casado                       |
| 2018 | Risiko                           | Shaho Casado                       |
| 2018 | Kokain                           | Shaho Casado                       |
| 2019 | Neptun                           | Shaho Casado                       |
| 2019 | Nummer                           | Ufuk Bayraktar, Christoph Szulecki |
| 2019 | Karneval                         | Shaho Casado                       |
| 2019 | Vendetta                         | Shaho Casado                       |
| 2019 | Zove Vienna                      | Dino Šehić                         |
| 2019 | Adriana                          | Shaho Casado                       |
| 2019 | Puta Madre                       | Shaho Casado                       |
| 2019 | Sag ihnen 2                      | Shaho Casado                       |
| 2019 | Fratello                         | Shaho Casado                       |
| 2019 | 100%                             | Shaho Casado                       |
| 2021 | Blaues Licht                     | Shaho Casado                       |
| 2021 | Wenn du mich siehst              | Shaho Casado                       |
| 2021 | 2CB                              | Shaho Casado                       |
| 2021 | Guapa                            | Shaho Casado                       |
| 2021 | Gelebt                           | Shaho Casado                       |
| 2022 | Criminal                         | Arnej Misirlic                     |
| 2022 | Letztes Mal                      | Shaho Casado                       |
| 2022 | Sommer                           | Shaho Casado                       |
| 2022 | Taxi                             | Shaho Casado                       |
| 2022 | Weed mit nach Bayern             | Shaho Casado                       |
| 2022 | Bombarder                        | Shaho Casado                       |
| 2022 | Scooter volé                     | BLV Films, Shaho Casado            |
| 2023 | All Night                        | Shaho Casado                       |
| 2023 | Anna                             | Shaho Casado                       |
| 2023 | Bei Nacht                        | Shaho Casado                       |
| 2023 | Strada                           | Shaho Casado                       |
| 2023 | Wien                             | Shaho Casado                       |
| 2023 | Tropicana                        | Shaho Casado                       |
| 2023 | Tiki taka                        | Fynn Cats                          |
| 2023 | Palma                            | Shaho Casado                       |
| 2023 | Model                            | Shaho Casado                       |
| 2023 | Take It                          | Shaho Casado                       |
| 2023 | Bana Gönder!                     | Shaho Casado                       |
| 2023 | Liebe Grüße                      | Shaho Casado                       |
| 2024 | Anthrazit Forever                | Shaho Casado                       |
| 2024 | Out of the Dark                  | Shaho Casado                       |
| 2025 | Connected                        | Shaho Casado                       |
| 2025 | Bottega                          | Shaho Casado                       |
| 2025 | Jupiter                          | Shaho Casado                       |
| 2025 | Bei dir                          | Shaho Casado, Twentyone            |
| 2025 | Ocean                            | Shaho Casado                       |

## Autorenbeteiligungen und Produktionen
RAF Camora als Autor (A) und Produzent (P) in den Charts

| Jahr | Titel Interpretation                                  | Höchstplatzierung, Gesamtwochen, AuszeichnungChartplatzierungen (Jahr, Titel, Interpretation, Platzierungen, Wochen, Auszeichnungen, Anmerkungen) | Höchstplatzierung, Gesamtwochen, AuszeichnungChartplatzierungen (Jahr, Titel, Interpretation, Platzierungen, Wochen, Auszeichnungen, Anmerkungen) | Höchstplatzierung, Gesamtwochen, AuszeichnungChartplatzierungen (Jahr, Titel, Interpretation, Platzierungen, Wochen, Auszeichnungen, Anmerkungen) | Anmerkungen                                             |
| Jahr | Titel Interpretation                                  | DE | AT | CH | Anmerkungen                                             |
| --- | ----------------------------------------------------- | --- | --- | --- | ------------------------------------------------------- |
| 2017 | Mehr als ein Job A, P Kontra K                        | DE24 Gold · (10 Wo.)DE | — | — | Erstveröffentlichung: 17. März 2017 Verkäufe: + 200.000 |
| 2018 | Drück drück A, P Gzuz feat. LX                        | DE11 Gold · (11 Wo.)DE | AT29 (5 Wo.)AT | CH76 (2 Wo.)CH | Erstveröffentlichung: 30. März 2018 Verkäufe: + 200.000 |
| 2018 | Was erlebt A, P Gzuz feat. Bonez MC                   | DE3 (8 Wo.)DE | AT2 (6 Wo.)AT | CH18 (3 Wo.)CH | Erstveröffentlichung: 27. April 2018                    |
| 2018 | ¿ Warum ? A, P Gzuz                                   | DE4 Gold · (6 Wo.)DE | AT5 (5 Wo.)AT | CH14 (4 Wo.)CH | Erstveröffentlichung: 11. Mai 2018 Verkäufe: + 200.000  |
| 2018 | Über Nacht A, P Gzuz feat. Bonez MC, Maxwell & Ufo361 | DE6 (6 Wo.)DE | AT6 (4 Wo.)AT | CH22 (3 Wo.)CH | Erstveröffentlichung: 18. Mai 2018                      |
| 2022 | Nie wieder sehen A, P Juju                            | DE11 (3 Wo.)DE | AT39 (1 Wo.)AT | CH65 (1 Wo.)CH | Erstveröffentlichung: 17. November 2022                 |
| Folgende Lieder erschienen nicht als Single, wurden aber durch das Album zum Download und Streaming bereitgestellt und konnten somit eine Platzierung erlangen: |                                                       | | | |                                                         |
| |                                                       | | | |                                                         |
| 2016 | Spielplatz A, P Maxwell feat. Bonez MC                | DE51 Gold · (1 Wo.)DE | — | CH70 (1 Wo.)CH | Charteinstieg: 23. Dezember 2016 Verkäufe: + 200.000    |
| 2016 | Hakuna Matata A, P Maxwell                            | DE67 (1 Wo.)DE | — | CH83 (1 Wo.)CH | Charteinstieg: 23. Dezember 2016                        |
| 2016 | Goldene Zeiten A, P Maxwell                           | DE96 (1 Wo.)DE | — | — | Charteinstieg: 23. Dezember 2016                        |
| 2017 | Gute Nacht A, P Kontra K                              | DE97 (1 Wo.)DE | — | — | Charteinstieg: 5. Mai 2017                              |
| 2017 | 2 Seelen A, P Kontra K                                | DE98 (1 Wo.)DE | — | — | Charteinstieg: 5. Mai 2017                              |
| 2018 | Wolke 7 A, P Gzuz                                     | DE9 (4 Wo.)DE | AT10 (3 Wo.)AT | CH21 (2 Wo.)CH | Charteinstieg: 1. Juni 2018                             |
| 2018 | Halftime A, P Gzuz                                    | DE36 (2 Wo.)DE | AT47 (1 Wo.)AT | — | Charteinstieg: 1. Juni 2018                             |
| 2018 | Niemals satt A, P Gzuz                                | DE38 (2 Wo.)DE | AT48 (1 Wo.)AT | — | Charteinstieg: 1. Juni 2018                             |
| 2018 | Träume A, P Gzuz                                      | DE46 (1 Wo.)DE | AT58 (1 Wo.)AT | — | Charteinstieg: 1. Juni 2018                             |
| 2018 | Bis dass der Tod uns scheidet A, P Gzuz               | DE55 (1 Wo.)DE | AT66 (1 Wo.)AT | — | Charteinstieg: 1. Juni 2018                             |
| 2018 | Neuer Tag neues Drama A, P Gzuz                       | DE57 (1 Wo.)DE | AT65 (1 Wo.)AT | — | Charteinstieg: 1. Juni 2018                             |
| 2018 | Diskutieren?! A, P Gzuz                               | DE61 (1 Wo.)DE | — | — | Charteinstieg: 1. Juni 2018                             |

## Hörbücher
| Jahr | Titel Verlag                    | Anmerkungen                        |
| ---- | ------------------------------- | ---------------------------------- |
| 2021 | Der Pakt Ghost Brand Management | Erstveröffentlichung: 4. Juni 2021 |

## Promoveröffentlichungen
| Jahr | Titel Album                                | Anmerkungen                                                                                    |
| ---- | ------------------------------------------ | ---------------------------------------------------------------------------------------------- |
| 2008 | Lass mich los –                            | Erstveröffentlichung: 2008 feat. JokA                                                          |
| 2008 | Paparazzi –                                | Erstveröffentlichung: 2008 Chakuza feat. RAF Camora                                            |
| 2008 | 4, 3, 2, 1 XMAS Exclusive –                | Erstveröffentlichung: 2008                                                                     |
| 2008 | Badman –                                   | Erstveröffentlichung: 2008                                                                     |
| 2008 | Beatlefield Allstars Pt. 2 –               | Erstveröffentlichung: 2008 D-Bo feat. Bizzy Montana, Chakuza, Pireli, RAF Camora & Sonnik Boom |
| 2009 | Bitte guck nicht –                         | Erstveröffentlichung: 9. Mai 2009 D-Bo feat. Chakuza & RAF Camora                              |
| 2009 | Jung, Fresh und Frei –                     | Erstveröffentlichung: 6. November 2009                                                         |
| 2009 | Flammen über Wien Pt. 2 –                  | Erstveröffentlichung: 2009 feat. Nazar                                                         |
| 2009 | Solange du gut aussiehst –                 | Erstveröffentlichung: 2009                                                                     |
| 2009 | Lotto –                                    | Erstveröffentlichung: 2009                                                                     |
| 2010 | Meine Stadt –                              | Erstveröffentlichung: 27. August 2010 Nazar feat. Chakuza, Kamp & RAF Camora                   |
| 2010 | Wo ist mein Kroko? Therapie nach dem Album | Erstveröffentlichung: 10. September 2010                                                       |
| 2010 | 24. September –                            | Erstveröffentlichung: 10. September 2010 mit Harris & Manuellsen                               |
| 2010 | Sagol –                                    | Erstveröffentlichung: 5. Dezember 2010 mit Nazar feat. Playboy 51                              |
| 2010 | Das allerletzte Mal –                      | Erstveröffentlichung: 2010 Chakuza feat. RAF Camora                                            |
| 2010 | Independenza Therapie nach dem Album       | Erstveröffentlichung: 2010                                                                     |
| 2010 | Ich verlange mehr –                        | Erstveröffentlichung: 2010                                                                     |
| 2010 | Erzähl mir nichts –                        | Erstveröffentlichung: 2010                                                                     |
| 2010 | X-Mas –                                    | Erstveröffentlichung: 2010                                                                     |
| 2012 | Fragen über Fragen –                       | Erstveröffentlichung: 2012                                                                     |
| 2012 | Party zu 100.000 –                         | Erstveröffentlichung: 2012                                                                     |
| 2013 | Sie wollen das auch –                      | Erstveröffentlichung: 12. Februar 2013 mit Bosca, Sierra Kidd, Joshi Mizu, Timeless & Vega     |
| 2015 | Opera Camora –                             | Erstveröffentlichung: 2015                                                                     |
| 2016 | Champion –                                 | Erstveröffentlichung: 30. März 2016                                                            |
| 2018 | Beste Leben –                              | Erstveröffentlichung: 18. Juli 2018 mit Bonez MC                                               |
| 2019 | Karneval –                                 | Erstveröffentlichung: 5. August 2019 mit Bonez MC                                              |
| 2022 | Weed mit nach Bayern –                     | Erstveröffentlichung: 1. Oktober 2022 mit Bonez MC                                             |

| Jahr | Titel Album                     | Anmerkungen                                              |
| ---- | ------------------------------- | -------------------------------------------------------- |
| 2009 | Fünf Juice CD #97               | Erstveröffentlichung: 16. Juni 2009                      |
| 2010 | Fakkergeddon Juice CD #106      | Erstveröffentlichung: 13. April 2010 mit Nazar           |
| 2011 | Glaubs mir Juice CD #109        | Erstveröffentlichung: 13. April 2011 Nazar feat. RAF 3.0 |
| 2011 | 100 Prozent alles Juice CD #110 | Erstveröffentlichung: 19. Oktober 2011 als RAF 3.0       |
| 2013 | Zappp Juice CD #115             | Erstveröffentlichung: 28. März 2013                      |
| 2016 | Ghøst Juice CD #133             | Erstveröffentlichung: 21. April 2016                     |
| 2018 | Anthrazit RR Juice CD #140      | Erstveröffentlichung: 22. Februar 2018                   |

Promo-Singles

| Jahr | Titel Album                          | Höchstplatzierung, Gesamtwochen, AuszeichnungChartplatzierungen (Jahr, Titel, Album, Platzierungen, Wochen, Auszeichnungen, Anmerkungen) | Höchstplatzierung, Gesamtwochen, AuszeichnungChartplatzierungen (Jahr, Titel, Album, Platzierungen, Wochen, Auszeichnungen, Anmerkungen) | Höchstplatzierung, Gesamtwochen, AuszeichnungChartplatzierungen (Jahr, Titel, Album, Platzierungen, Wochen, Auszeichnungen, Anmerkungen) | Anmerkungen                                                                                  |
| Jahr | Titel Album                          | DE | AT | CH | Anmerkungen                                                                                  |
| ---- | ------------------------------------ | --- | --- | --- | -------------------------------------------------------------------------------------------- |
| 2010 | Keinen Bock mehr –                   | — | — | — | Erstveröffentlichung: 2010 Bizzy Montana feat. RAF Camora                                    |
| 2014 | T.R.I.P. 2 –                         | — | — | — | Erstveröffentlichung: 20. August 2014 mit Joshi Mizu Teil des Hiphop.de-Formats Zec+ Insider |
| 2017 | Innocent Anthrazit RR                | — | — | — | Erstveröffentlichung: 15. Dezember 2017                                                      |
| 2017 | Intro RR Anthrazit RR                | — | — | — | Erstveröffentlichung: 15. Dezember 2017                                                      |
| 2017 | Realität Anthrazit RR                | — | — | — | Erstveröffentlichung: 15. Dezember 2017 feat. Bonez MC                                       |
| 2017 | Serenade Anthrazit RR                | — | — | — | Erstveröffentlichung: 15. Dezember 2017                                                      |
| 2017 | Therapie nach Anthrazit Anthrazit RR | — | — | — | Erstveröffentlichung: 15. Dezember 2017                                                      |
| 2019 | Zenit Snippet Zenit                  | — | — | — | Erstveröffentlichung: 26. August 2019                                                        |
| 2023 | 10 do 2 GoodFellas                   | — | AT36 (2 Wo.)AT | — | Erstveröffentlichung: 25. Juli 2023 Jala Brat & Buba Corelli feat. RAF Camora                |

## Sonderveröffentlichungen

### Alben
| Jahr | Titel Musiklabel                | Anmerkungen                                                                                        |
| ---- | ------------------------------- | -------------------------------------------------------------------------------------------------- |
| 2017 | Anthrazit RR Indipendenza (GA)  | Erstveröffentlichung: 15. Dezember 2017 erweiterte Fassung von Anthrazit zum kostenlosen Streaming |
| 2020 | Zenit RR Indipendenza (GA)      | Erstveröffentlichung: 10. Januar 2020 erweiterte Fassung von Zenit zum kostenlosen Streaming       |
| 2023 | XV RR Edition Indipendenza (GA) | Erstveröffentlichung: 8. September 2023 erweiterte Fassung von XV                                  |

| Jahr | Titel Musiklabel                                | Anmerkungen                                                               |
| ---- | ----------------------------------------------- | ------------------------------------------------------------------------- |
| 2011 | Therapie vor 3.0 – Best of Camora Eigenvertrieb | Erstveröffentlichung: 2011 Vertrieb nur während der Therapie vor 3.0 Tour |

| Jahr | Titel Musiklabel                       | Anmerkungen                                                                                             |
| ---- | -------------------------------------- | --- |
| 2012 | INEDIT-TNDT Indipendenza (Soulfood)    | Erstveröffentlichung: 2. September 2012 Instrumentals zu Therapie nach dem Tod zum kostenlosen Download |
| 2014 | Indipendent & Gehypt Indipendenza (GA) | Erstveröffentlichung: 2014 Tourmixtape                                                                  |
| 2016 | Opera Camora Indipendenza (GA)         | Erstveröffentlichung: 2016 Tourmixtape                                                                  |

| Jahr | Titel Musiklabel                        | Anmerkungen |
| ---- | --------------------------------------- | --- |
| 2018 | Gold Kitchen Radio Vertigo Berlin (UMG) | Erstveröffentlichung: 4. Oktober 2018 Teil des Boxsets von Palmen aus Plastik 2; auch separat als Streaming erschienen |

### Lieder
| Jahr | Titel Album                                                 | Anmerkungen |
| ---- | ----------------------------------------------------------- | --- |
| 2006 | Bees! Andagraund                                            | Erstveröffentlichung: 2006 Tibor Foco feat. RAF |
| 2006 | Hand im Feuer – Pt. 2 Blackout                              | Erstveröffentlichung: 6. Oktober 2006 Chakuza & Bizzy Montana feat. Joshi & RAF |
| 2006 | Kein zurück Blackout                                        | Erstveröffentlichung: 6. Oktober 2006 Chakuza & Bizzy Montana feat. RAF |
| 2007 | City Cobra                                                  | Erstveröffentlichung: 2. März 2007 Chakuza feat. RAF Camora |
| 2007 | Asfalt Tango Morgenlandfahrt                                | Erstveröffentlichung: 26. Juni 2007 Dunkelbunt feat. Fanfare Ciocărlia & RAF MC |
| 2007 | The Chocolate Butterfly Morgenlandfahrt                     | Erstveröffentlichung: 26. Juni 2007 Dunkelbunt feat. Fanfare Ciocărlia & RAF MC |
| 2007 | Rauk Cocek Morgenlandfahrt                                  | Erstveröffentlichung: 26. Juni 2007 Dunkelbunt feat. Östblocket & RAF MC |
| 2007 | Strassengesetze Strassensachen #1                           | Erstveröffentlichung: Oktober 2007 Jasha feat. RAF & Sensei |
| 2008 | Geht nicht Unter der Sonne                                  | Erstveröffentlichung: 16. Mai 2008 Chakuza feat. RAF Camora |
| 2008 | Schnelles Geld Kinder des Himmels                           | Erstveröffentlichung: 27. Juni 2008 Nazar feat. RAF Camora |
| 2008 | Gute Nacht Mukke aus der Unterschicht 2                     | Erstveröffentlichung: 22. August 2008 Bizzy Montana feat. RAF Camora |
| 2009 | Huren im Biz Rebellenmentalität                             | Erstveröffentlichung: 6. März 2009 Ribellu feat. RAF Camora |
| 2009 | Freiheit? Die Lüge der Freiheit                             | Erstveröffentlichung: 19. Juni 2009 D-Bo feat. RAF Camora |
| 2009 | Luft? Die Lüge der Freiheit                                 | Erstveröffentlichung: 19. Juni 2009 D-Bo feat. Nazar & RAF Camora |
| 2009 | Sehnsucht? Die Lüge der Freiheit                            | Erstveröffentlichung: 19. Juni 2009 D-Bo feat. RAF Camora |
| 2009 | Össi Ö Paradox                                              | Erstveröffentlichung: 26. Juni 2009 Nazar feat. Chakuza & RAF Camora |
| 2009 | Prototypproleten Mukke aus der Unterschicht 3               | Erstveröffentlichung: 24. Juli 2009 Bizzy Montana feat. RAF Camora |
| 2009 | Ein perfektes Team 138 Minuten vor Karma                    | Erstveröffentlichung: 26. August 2009 Blaze feat. R.A.F & Twin |
| 2009 | Lizenz 138 Minuten vor Karma                                | Erstveröffentlichung: 26. August 2009 Blaze feat. Hassan Annouri, Curse, Dean Dawson, Jeyz & R.A.F |
| 2010 | Gold und Silber Monster in mir                              | Erstveröffentlichung: 16. April 2010 Chakuza feat. RAF Camora |
| 2010 | Doktorspiele Das Manhatten Projekt (2006–2009 Mixtape)      | Erstveröffentlichung: 11. September 2010 Marc Reis feat. RAF Camora |
| 2010 | Wozu mach ich Rap Das Manhatten Projekt (2006–2009 Mixtape) | Erstveröffentlichung: 11. September 2010 Marc Reis feat. RAF Camora |
| 2010 | Warum machen Sie das? M. Bilal 2010                         | Erstveröffentlichung: 1. Oktober 2010 Manuellsen feat. Nazar & RAF Camora |
| 2010 | Boden der Tatsachen JokAmusic                               | Erstveröffentlichung: 8. Oktober 2010 JokA feat. Chakuza, Nazar & RAF Camora |
| 2010 | Weißt du noch? JokAmusic                                    | Erstveröffentlichung: 8. Oktober 2010 JokA feat. RAF Camora |
| 2010 | Katapult Feierabend                                         | Erstveröffentlichung: 19. November 2010 Summer Cem feat. Kollegah & RAF Camora |
| 2011 | Morgengrauen Rebell ohne Grund                              | Erstveröffentlichung: 28. Januar 2011 Prinz Pi feat. Mudi & RAF Camora |
| 2011 | Du Fils de Pute Banger leben kürzer                         | Erstveröffentlichung: 18. Februar 2011 Farid Bang feat. RAF Camora |
| 2011 | Glücklich Auf der Suche nach dem Glück                      | Erstveröffentlichung: 25. Februar 2011 D-Bo feat. RAF Camora |
| 2011 | Hand Auf der Suche nach dem Glück                           | Erstveröffentlichung: 25. Februar 2011 D-Bo feat. Crush & RAF Camora |
| 2011 | Jeder Tag Silla Instinkt                                    | Erstveröffentlichung: 4. März 2011 Silla feat. RAF Camora |
| 2011 | Fakkerlifestyle Fakker                                      | Erstveröffentlichung: 13. Mai 2011 Nazar feat. RAF 3.0 |
| 2011 | Farben des Lebens Fakker                                    | Erstveröffentlichung: 13. Mai 2011 Nazar feat. RAF 3.0 |
| 2011 | Flammen über Wien, Pt. 3 Fakker                             | Erstveröffentlichung: 13. Mai 2011 Nazar feat. RAF Camora |
| 2011 | Gib mir nicht die Schuld Fakker                             | Erstveröffentlichung: 13. Mai 2011 Nazar feat. RAF 3.0 |
| 2011 | Krankes Ego Fakker                                          | Erstveröffentlichung: 13. Mai 2011 Nazar feat. RAF 3.0 |
| 2011 | Rap’s Vater Ein Fall für zwei                               | Erstveröffentlichung: 8. Juli 2011 DJ Pfund500 & DJ Sweap feat. RAF |
| 2012 | Kunst Embryo                                                | Erstveröffentlichung: 2. März 2012 MoTrip feat. RAF 3.0 |
| 2012 | Regen Unter die Haut                                        | Erstveröffentlichung: 16. März 2012 Lonyen feat. Megaloh & RAF 3.0 |
| 2012 | Zeit zurück Kopffick mit Niveau                             | Erstveröffentlichung: 16. September 2012 D-Bo feat. RAF 3.0 |
| 2012 | Zu! Zu!Name                                                 | Erstveröffentlichung: 25. November 2012 Joshi Mizu feat. RAF Camora |
| 2012 | Auf Leben und Tod Die Passion Whisky                        | Erstveröffentlichung: 7. Dezember 2012 Silla feat. MoTrip & RAF Camora |
| 2013 | XY Zu!gabe                                                  | Erstveröffentlichung: 3. Januar 2013 Joshi Mizu feat. RAF Camora |
| 2013 | Zu! Zu!gabe                                                 | Erstveröffentlichung: 3. Januar 2013 Joshi Mizu feat. RAF Camora |
| 2013 | Zu! (Premium Version) Zu!gabe (Premium Edition)             | Erstveröffentlichung: 3. Januar 2013 Joshi Mizu feat. RAF Camora |
| 2013 | Von einem anderen Stern Nero                                | Erstveröffentlichung: 11. Januar 2013 Vega feat. MoTrip & RAF Camora |
| 2013 | Ein neuer Tag Machtwechsel                                  | Erstveröffentlichung: 25. Januar 2013 PA Sports feat. RAF Camora |
| 2013 | Grössenwahn Banger rebellieren                              | Erstveröffentlichung: 3. Mai 2013 KC Rebell feat. RAF Camora |
| 2013 | Streetsmart Beste Zeit unseres Lebens                       | Erstveröffentlichung: 3. Juni 2013 M.Bilalonyen feat. RAF Camora |
| 2013 | All die Menschen 00:00                                      | Erstveröffentlichung: 7. Juni 2013 Timeless feat. MoTrip & RAF Camora |
| 2013 | H-S Blut gegen Blut 3                                       | Erstveröffentlichung: 2. August 2013 Massiv feat. RAF Camora |
| 2013 | Wie Farbe Aufwiederhören                                    | Erstveröffentlichung: 11. Oktober 2013 Iriepathie feat. RAF 3.0 |
| 2013 | Opfa & Siegas 100% Original                                 | Erstveröffentlichung: 25. Oktober 2013 Pedaz feat. RAF Camora |
| 2013 | Katapult 2 Babas, Doowayst & Bargeld                        | Erstveröffentlichung: 8. November 2013 Summer Cem feat. Kollegah & RAF Camora |
| 2014 | Strom Nirgendwer                                            | Erstveröffentlichung: 4. Juli 2014 Sierra Kidd feat. RAF Camora |
| 2014 | Tauben und Ratten 100% Macher                               | Erstveröffentlichung: 29. August 2014 Blut & Kasse & Pedaz feat. RAF Camora |
| 2014 | Verspult #UDED                                              | Erstveröffentlichung: 29. August 2014 Koree feat. RAF Camora |
| 2014 | Raupe Exit                                                  | Erstveröffentlichung: 9. September 2014 Chakuza feat. RAF Camora |
| 2014 | Was der Mensch nicht kennt Blokkhaus                        | Erstveröffentlichung: 12. September 2014 Blokkmonsta feat. RAF Camora |
| 2014 | Papierflieger MDMA                                          | Erstveröffentlichung: 19. September 2014 Joshi Mizu feat. Chakuza & RAF Camora |
| 2014 | Stoss es ab Audio Anabolika                                 | Erstveröffentlichung: 21. November 2014 Silla feat. RAF Camora |
| 2014 | Zettelwirtschaft Kidd of Rap: Kill it                       | Erstveröffentlichung: 30. Dezember 2014 Sierra Kidd feat. RAF Camora |
| 2015 | Ein Signal Almaz                                            | Erstveröffentlichung: 23. Januar 2015 Kurdo feat. RAF Camora |
| 2015 | Du oder ich Superkräfte                                     | Erstveröffentlichung: 6. März 2015 Sudden feat. RAF 3.0 |
| 2015 | Am Ziel Eiskalter Engel                                     | Erstveröffentlichung: 7. Juli 2015 PA Sports feat. RAF Camora |
| 2015 | On Tappe Dick im Geschäft                                   | Erstveröffentlichung: 31. Juli 2015 Dadon069 feat. Freeman & RAF Camora |
| 2015 | Die Letzten ihrer Art – Remix Vom Alk zum Hulk              | Erstveröffentlichung: 7. August 2015 Silla feat. Amar, Basstard, Bizzy Montana, Blokkmonsta, Blut & Kasse, Boz, B-Tight, Crackaveli, Credibil, Hayat, Herzog, Instinkt, JokA, King Orgasmus One, Lakmann, Matondo, MoTrip, RAF Camora, RLS, Said & Solo |
| 2015 | Kreaturen MDMD                                              | Erstveröffentlichung: 28. August 2015 Joshi Mizu feat. RAF Camora |
| 2015 | Outback Für immer und eh weg                                | Erstveröffentlichung: 13. November 2015 Montez feat. RAF Camora |
| 2016 | Vakuum Schwermetall                                         | Erstveröffentlichung: 22. April 2016 Pedaz feat. RAF Camora |
| 2016 | Wie ein Mann (Prachtkerle Remix) Schwermetall               | Erstveröffentlichung: 22. April 2016 Pedaz feat. Blut & Kasse, JokA, Joshi Mizu, MoTrip, RAF Camora, Sido, Silla & Sinan-G |
| 2016 | Es macht sich bezahlt Guten Abend, Hip Hop …                | Erstveröffentlichung: 6. Mai 2016 Haze feat. Bonez MC & RAF Camora |
| 2016 | Mittelmeer Hayat                                            | Erstveröffentlichung: 13. Mai 2016 Mudi feat. RAF Camora |
| 2016 | Gut Böse Labyrinth                                          | Erstveröffentlichung: 20. Mai 2016 Kontra K feat. Bonez MC, Nizi & RAF Camora |
| 2016 | Bob Marley Raubtier                                         | Erstveröffentlichung: 10. Juni 2016 Massiv feat. RAF Camora |
| 2016 | Benzin Kennste einen, kennste alle                          | Erstveröffentlichung: 8. Juli 2016 BRKN feat. RAF Camora |
| 2016 | NLP (Nique la Police) Es war einmal in Südberlin            | Erstveröffentlichung: 21. Oktober 2016 Silla feat. RAF Camora & Vega |
| 2016 | Villa Raw                                                   | Erstveröffentlichung: 1. November 2016 Metrickz feat. RAF Camora |
| 2016 | Meine Sprache 187 Allstars EP                               | Erstveröffentlichung: 16. Dezember 2016 Gzuz, Bonez MC & Sa4 feat. RAF Camora |
| 2016 | Hochspannung Safari                                         | Erstveröffentlichung: 16. Dezember 2016 Maxwell feat. RAF Camora |
| 2016 | Safari                                                      | Erstveröffentlichung: 16. Dezember 2016 Maxwell feat. Bonez MC & RAF Camora |
| 2017 | Headshot Black Mamba                                        | Erstveröffentlichung: 27. Januar 2017 BTNG feat. Bonez MC & RAF Camora |
| 2017 | Geteilt Kohldampf                                           | Erstveröffentlichung: 24. März 2017 Maxwell feat. RAF Camora |
| 2017 | Stress mit mir Kohldampf                                    | Erstveröffentlichung: 24. März 2017 Maxwell feat. RAF Camora |
| 2017 | Plem Plem Gute Nacht                                        | Erstveröffentlichung: 28. April 2017 Kontra K feat. Bonez MC & RAF Camora |
| 2017 | Wann wenn nicht jetzt Ich bin 3 Berliner                    | Erstveröffentlichung: 28. April 2017 Ufo361 feat. RAF Camora |
| 2017 | Traum Sabr                                                  | Erstveröffentlichung: 12. Mai 2017 Mudi feat. RAF Camora |
| 2017 | Sie will Verloren im Paradies                               | Erstveröffentlichung: 23. Juni 2017 PA Sports feat. Bonez MC & RAF Camora |
| 2017 | Eigener Bozz NXTLVL                                         | Erstveröffentlichung: 21. Juli 2017 Azad feat. Bonez MC & RAF Camora |
| 2017 | GottSeiDank #DIY                                            | Erstveröffentlichung: 29. September 2017 Trettmann feat. Bonez MC & RAF Camora |
| 2017 | Olé Olé Blyat                                               | Erstveröffentlichung: 29. September 2017 Capital Bra feat. Joshi Mizu & RAF Camora |
| 2017 | Test Me! Extra Ordinär                                      | Erstveröffentlichung: 24. November 2017 Kroko Jack feat. RAF Camora |
| 2017 | Allora So machen wir das hier                               | Erstveröffentlichung: 1. Dezember 2017 Jeyz feat. RAF Camora |
| 2018 | Qa bone Fast Life                                           | Erstveröffentlichung: 30. März 2018 Azet feat. RAF Camora |
| 2018 | Erober die Welt 808                                         | Erstveröffentlichung: 13. April 2018 Ufo361 feat. Gzuz & RAF Camora |
| 2018 | Fame Erde & Knochen                                         | Erstveröffentlichung: 11. Mai 2018 Kontra K feat. RAF Camora |
| 2018 | Molotov Endstufe                                            | Erstveröffentlichung: 27. Juli 2018 Summer Cem feat. RAF Camora |
| 2018 | Paradies VVS                                                | Erstveröffentlichung: 17. August 2018 Ufo361 feat. RAF Camora |
| 2019 | Nema bolje Alfa & Omega                                     | Erstveröffentlichung: 1. Januar 2019 Jala Brat & Buba Corelli feat. RAF Camora |
| 2019 | Alte Garde Syndikat                                         | Erstveröffentlichung: 22. Februar 2019 Massaka feat. RAF Camora |
| 2019 | Nese Don Super Plus                                         | Erstveröffentlichung: 8. März 2019 Azet & Zuna feat. RAF Camora |
| 2019 | FFWD Tua                                                    | Erstveröffentlichung: 22. März 2019 Tua feat. RAF Camora |
| 2019 | Bis dato Eva & Adam                                         | Erstveröffentlichung: 29. März 2019 Svaba Ortak feat. RAF Camora |
| 2019 | Kein Bock mehr Bizznesmusic Flashback                       | Erstveröffentlichung: 29. März 2019 Bizzy Montana feat. RAF Camora |
| 2019 | In der Nacht Hasso                                          | Erstveröffentlichung: 19. April 2019 KC Rebell feat. Kontra K & RAF Camora |
| 2019 | Neptun Hasso                                                | Erstveröffentlichung: 19. April 2019 KC Rebell feat. RAF Camora |
| 2019 | Bleib weg von mir Sie wollten Wasser doch kriegen Benzin    | Erstveröffentlichung: 24. Mai 2019 Kontra K feat. RAF Camora |
| 2019 | Das allerletzte Mal Lost Songs                              | Erstveröffentlichung: 20. Juni 2019 Chakuza feat. RAF Camora |
| 2019 | Hermès 471                                                  | Erstveröffentlichung: 9. August 2019 Gallo Nero feat. RAF Camora |
| 2019 | Nummer Wave                                                 | Erstveröffentlichung: 9. August 2019 Ufo361 feat. RAF Camora |
| 2019 | Zove Vienna #99                                             | Erstveröffentlichung: 9. September 2019 Jala Brat feat. Buba Corelli & RAF Camora |
| 2019 | Fratello Money Time                                         | Erstveröffentlichung: 8. November 2019 Ghetto Phénomène feat. RAF Camora |
| 2019 | Perfekt Press Play                                          | Erstveröffentlichung: 22. November 2019 AriBeatz feat. RAF Camora & Sofiane |
| 2019 | Perfekt (Remix) Press Play                                  | Erstveröffentlichung: 22. November 2019 AriBeatz feat. Dardan, RAF Camora & Sofiane |
| 2020 | Ausgezahlt Gzuz                                             | Erstveröffentlichung: 14. Februar 2020 Gzuz feat. RAF Camora |
| 2020 | Unter Brücken aus Stahl Wahre Legenden                      | Erstveröffentlichung: 14. Februar 2020 Prinz Pi feat. RAF Camora |
| 2020 | Barcelona Gringoland                                        | Erstveröffentlichung: 25. September 2020 Gringo feat. RAF Camora |
| 2022 | Alles black Große Freiheit                                  | Erstveröffentlichung: 14. Januar 2022 Gzuz feat. Luciano & RAF Camora |
| 2022 | Gelebt Rebell Army                                          | Erstveröffentlichung: 20. Januar 2022 KC Rebell feat. RAF Camora |
| 2022 | Diskotheka Wesh                                             | Erstveröffentlichung: 4. Februar 2022 Ahmad Amin feat. RAF Camora |
| 2022 | Auf die Feinde 8                                            | Erstveröffentlichung: 10. März 2022 Capital Bra feat. RAF Camora |
| 2022 | Superstar Kein Plan                                         | Erstveröffentlichung: 27. Mai 2022 Maxwell feat. RAF Camora |
| 2022 | Coca rosa Armageddon                                        | Erstveröffentlichung: 3. Juni 2022 Ketama126 feat. RAF Camora |
| 2022 | Obsessed DardyNextDoor                                      | Erstveröffentlichung: 28. Juli 2022 Dardan feat. RAF Camora |
| 2022 | Casablanca BE.ELA.QU                                        | Erstveröffentlichung: 29. Juli 2022 HoodBlaq feat. RAF Camora |
| 2022 | Tattoos Majestic                                            | Erstveröffentlichung: 29. September 2022 Luciano feat. RAF Camora |
| 2023 | Putana Clouds                                               | Erstveröffentlichung: 16. Februar 2023 LX feat. Ahmad Amin & RAF Camora |
| 2023 | Bombarder Gibraltar                                         | Erstveröffentlichung: 3. März 2023 Triplego feat. RAF Camora |
| 2023 | Welcome to Mi Casa Alpha                                    | Erstveröffentlichung: 7. April 2023 Noizy feat. RAF Camora |
| 2023 | Patek Longue Vie                                            | Erstveröffentlichung: 9. Juni 2023 Ghetto Phénomène feat. RAF Camora |
| 2023 | 10 do 2 GoodFellas                                          | Erstveröffentlichung: 21. Juli 2023 Jala Brat & Buba Corelli feat. RAF Camora |
| 2023 | Ghetto Nikez Obststand 3                                    | Erstveröffentlichung: 14. September 2023 LX & Maxwell feat. RAF Camora |
| 2023 | Die Zona Youngsta                                           | Erstveröffentlichung: 24. November 2023 Uzi feat. RAF Camora |
| 2024 | Emirat Kristall                                             | Erstveröffentlichung: 11. Januar 2024 Kurdo feat. RAF Camora |
| 2024 | Montenegro Akela                                            | Erstveröffentlichung: 2. Februar 2024 Safraoui feat. RAF Camora |
| 2024 | Kinder der Streets Seductive                                | Erstveröffentlichung: 8. Februar 2024 Luciano feat. RAF Camora |
| 2024 | Mike Tyson Siki Jackson                                     | Erstveröffentlichung: 12. April 2024 Summer Cem feat. RAF Camora |

| Jahr | Titel Album        | Anmerkungen                                                                  |
| ---- | ------------------ | ---------------------------------------------------------------------------- |
| 2007 | Eure Kinder –      | Erstveröffentlichung: 23. Februar 2007 Interpretation: Chakuza feat. Bushido |
| 2013 | Trauerfeier Lied – | Erstveröffentlichung: 2. August 2013 Interpretation: Alligatoah              |

| Jahr | Titel Album                | Anmerkungen                                                                   |
| ---- | -------------------------- | ----------------------------------------------------------------------------- |
| 2017 | High Life Sampler 4        | Erstveröffentlichung: 18. Juli 2017 Bonez MC, Gzuz & Maxwell feat. RAF Camora |
| 2020 | Maschine Nonstop           | Erstveröffentlichung: 28. Februar 2020 mit The Cratez                         |
| 2022 | Tageslicht Nonstop: NXTGEN | Erstveröffentlichung: 23. September 2022 mit The Cratez & Ufo361              |

### Videoalben
| Jahr | Titel Musiklabel                         | Anmerkungen                                                           |
| ---- | ---------------------------------------- | --------------------------------------------------------------------- |
| 2013 | Durch das dritte Auge Indipendenza (BMG) | Erstveröffentlichung: 5. Juli 2013 Teil von Hoch 2 (Premium-Edition)  |
| 2014 | Zodiak – Making Of Indipendenza (GA)     | Erstveröffentlichung: 14. März 2014 Teil von Zodiak (Limited-Edition) |

## Statistik

### Chartauswertung
|                     | DE     | AT     | CH     |
| ------------------- | ------ | ------ | ------ |
| Nummer-eins-Alben   | DE8DE  | AT6AT  | CH5CH  |
| Top-10-Alben        | DE11DE | AT11AT | CH8CH  |
| Alben in den Charts | DE12DE | AT16AT | CH13CH |

|                       | DE      | AT      | CH     |
| --------------------- | ------- | ------- | ------ |
| Nummer-eins-Singles   | DE6DE   | AT21AT  | CH1CH  |
| Top-10-Singles        | DE47DE  | AT58AT  | CH30CH |
| Singles in den Charts | DE125DE | AT116AT | CH85CH |

|                       | DE     | AT     | CH    |
| --------------------- | ------ | ------ | ----- |
| Nummer-eins-Singles   | DE—DE  | AT—AT  | CH—CH |
| Top-10-Singles        | DE4DE  | AT4AT  | CH—CH |
| Singles in den Charts | DE18DE | AT11AT | CH7CH |

|                       | DE     | AT     | CH    |
| --------------------- | ------ | ------ | ----- |
| Nummer-eins-Singles   | DE—DE  | AT—AT  | CH—CH |
| Top-10-Singles        | DE4DE  | AT4AT  | CH—CH |
| Singles in den Charts | DE18DE | AT11AT | CH7CH |

### Auszeichnungen für Musikverkäufe
Anmerkung: Auszeichnungen in Ländern aus den Charttabellen bzw. Chartboxen sind in ebendiesen zu finden.
| Land/RegionAuszeichnungen für Musikverkäufe (Land/Region, Auszeichnungen, Verkäufe, Quellen) | Gold       | Platin       | Diamant     | Verkäufe   | Quellen           |
| -------------------------------------------------------------------------------------------- | ---------- | ------------ | ----------- | ---------- | ----------------- |
| Deutschland (BVMI)                                                                           | 37× Gold37 | 16× Platin16 | 2× Diamant2 | 15.000.000 | musikindustrie.de |
| Österreich (IFPI)                                                                            | 21× Gold21 | 12× Platin12 | —           | 615.000    | ifpi.at           |
| Schweiz (IFPI)                                                                               | 5× Gold5   | Platin1      | —           | 70.000     | hitparade.ch      |
| Insgesamt                                                                                    | 63× Gold63 | 29× Platin29 | 2× Diamant2 |            |                   |